# Гірські ліси
Гірські ліси розташовані між передгірським поясом і субальпійським поясом. Висота, на якій одне середовище існування змінюється на інше, різниться в усьому світі, особливо в залежності від широти. Верхня межа гірських лісів, лінія дерев, часто позначена зміною, що відбувається в менш густих насадженнях. Нижня межа гірської зони може бути «нижньою межею лісу», яка відокремлює гірський ліс від більш сухого степу чи пустелі.
Гірські ліси відрізняються від рівнинних лісів на тій же території. Клімат гірських лісів холодніший, ніж клімат низин на тій же широті, тому в гірських лісах часто зустрічаються види, типові для рівнинних лісів у вищих широтах. Люди можуть порушувати гірські ліси через лісове та сільське господарство. На ізольованих горах гірські ліси, оточені безлісними сухими регіонами, є типовими екосистемами «небесних островів».
Передбачається, що зміна клімату вплине на гірські ліси помірного поясу. Наприклад, на північному заході Тихого океану в Північній Америці зміна клімату може призвести до «потенційного зменшення снігового покриву, підвищення рівня випаровування, посилення літньої посухи», що негативно вплине на гірські водно-болотні угіддя.
Гірські ліси в середземноморському кліматі теплі та сухі, за винятком зими, коли вони відносно вологі та м’які. Гірські ліси, розташовані в середземноморському кліматі, відомому як оро-середземноморський, демонструють високі дерева поряд із високою біомасою.
У тропіках гірські ліси можуть складатися з широколистяних лісів на додаток до хвойних лісів. Одним із прикладів тропічного гірського лісу є хмарний ліс, який отримує вологу з хмар і туману. Хмарні ліси часто демонструють велику кількість моху, що покриває землю та рослинність, і в цьому випадку їх також називають моховими лісами. Мохові ліси зазвичай розвиваються на сідловинах гір, де ефективніше утримується волога, що приноситься осідаючими хмарами. Залежно від широти нижня межа гірських тропічних лісів у великих горах зазвичай становить від 1500 до 2500 метрів, тоді як верхня межа зазвичай становить від 2400 до 3300 метрів.
Тропічні гірські ліси можуть бути дуже чутливими до зміни клімату. Зміна клімату може спричинити коливання температури, опадів і вологості, що спричинить навантаження на тропічні гірські ліси. Прогнозований майбутній вплив зміни клімату може суттєво вплинути на втрату біорізноманіття та призвести до зміни ареалу видів і динаміки спільнот. Глобальні кліматичні моделі прогнозують зменшення хмарності в майбутньому. Зменшення хмарності вже може вплинути на хмарний ліс Монтеверде в Коста-Ріці.

## Галерея

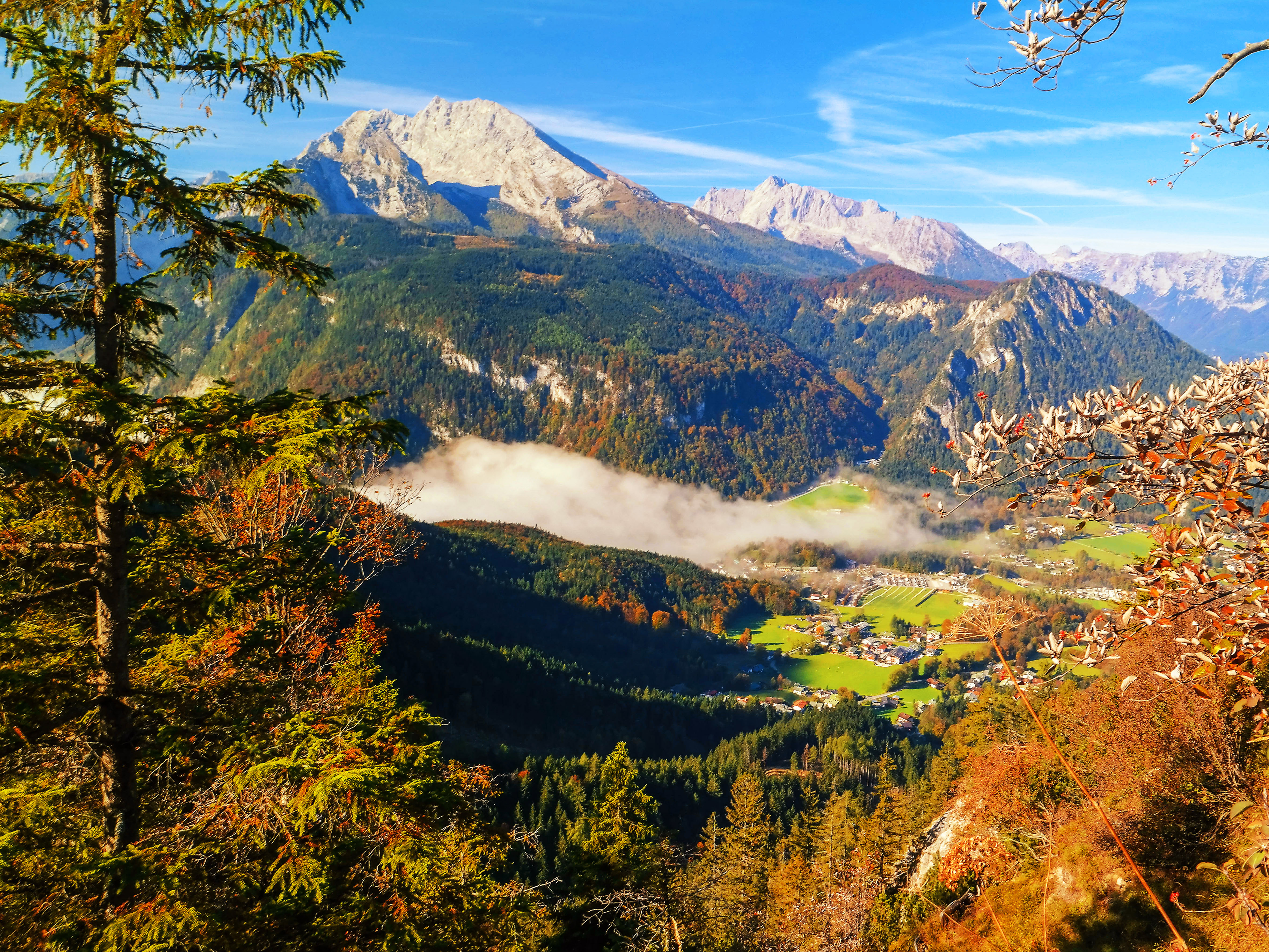
Помірний гірський ліс у Баварії, Німеччина
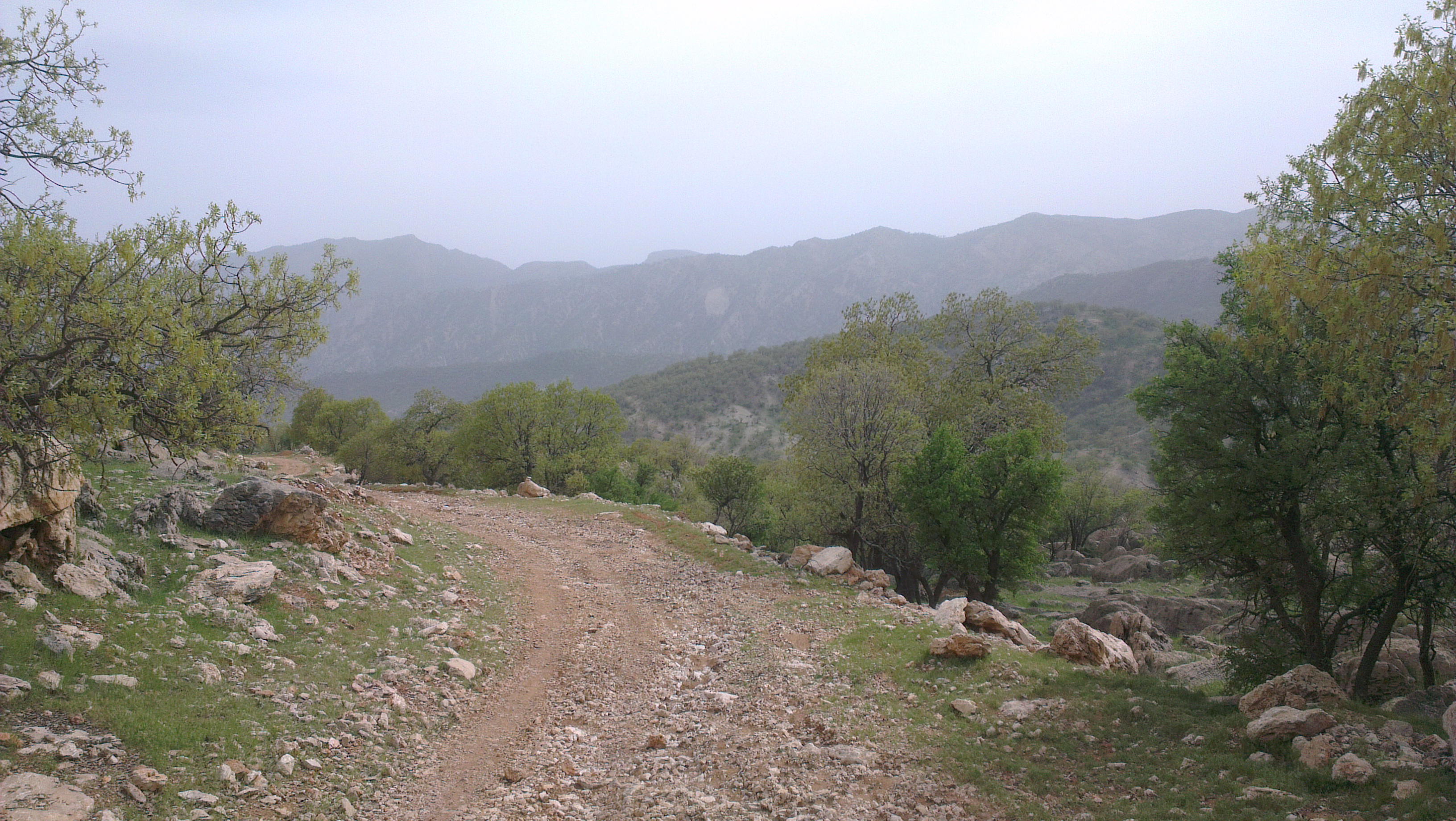
Зарості іранського дуба в горах Загрос
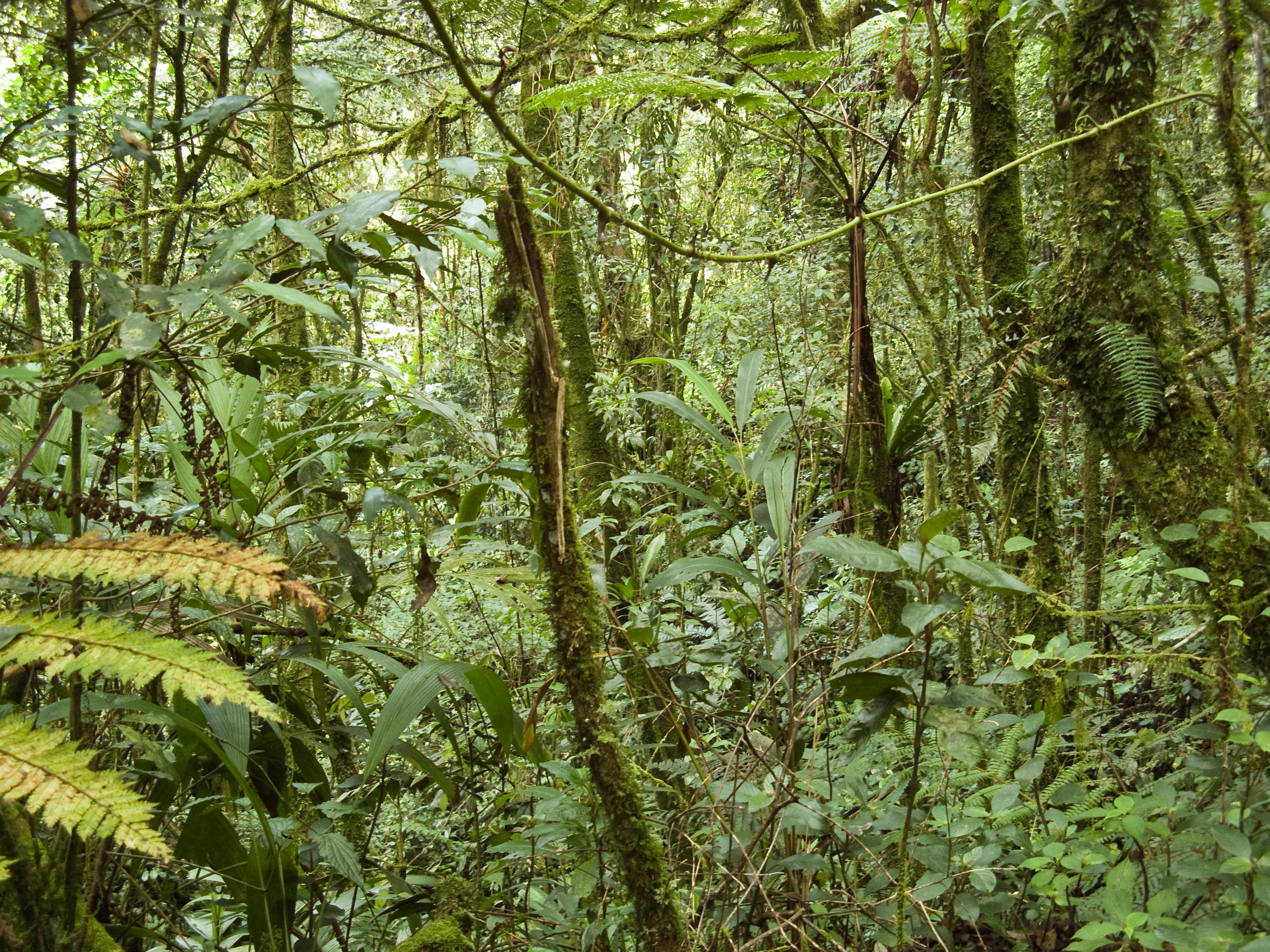
Тропічний гірський ліс на висоті близько 2000 м у Малайзії